# John Knoll
John Knoll (Ann Arbor, 6 ottobre 1962) è un effettista statunitense.
Premiato con l'Oscar ai migliori effetti speciali nel 2007 per il suo lavoro nel film Pirati dei Caraibi - La maledizione del forziere fantasma, noto anche per aver creato insieme al fratello Thomas, il software di fotoritocco Adobe Photoshop.

## Biografia
Inizia a lavorare presso la Industrial Light & Magic come assistente di camera, successivamente passa al reparto di computer grafica. Con la ILM lavora sui prequel di Guerre stellari e su alcuni film della serie Star Trek. Successivamente lavora come supervisore agli effetti visivi per i primi tre film della saga Pirati dei Caraibi.

## Filmografia parziale
- Il ritorno dello Jedi (Return of the Jedi), regia di Richard Marquand (1983) - Supervisore agli effetti visivi dell'edizione speciale
- Rotta verso la Terra (Star Trek IV: The Voyage Home), regia di Leonard Nimoy (1986) - Operatore alla macchina da presa
- Salto nel buio (Innerspace), regia di Joe Dante (1987) - Operatore alla macchina da presa
- Willow, regia di Ron Howard (1988) - Operatore alla macchina da presa
- The Abyss, regia di James Cameron (1989) - Designer della computer grafica
- Hook - Capitan Uncino (Hook), regia di Steven Spielberg (1991) - Supervisore agli effetti visivi
- Hudson Hawk - Il mago del furto (Hudson Hawk), regia di Michael Lehmann (1991) - Supervisore agli effetti visivi
- Generazioni (Star Trek: Generations), regia di David Carson (1994) - Supervisore agli effetti visivi
- Mission: Impossible, regia di Brian De Palma (1996) - Supervisore agli effetti visivi
- Primo contatto (Star Trek: First Contact), regia di Jonathan Frakes (1996) - Supervisore agli effetti visivi
- Star Wars - Episodio I - La minaccia fantasma (Star Wars: Episode I - The Panthome Menace), regia di George Lucas (1999) - Supervisore agli effetti visivi
- Mission to Mars, regia di Brian De Palma (2000) - Supervisore agli effetti visivi
- Star Wars - Episodio II - L'attacco dei cloni (Star Wars: Episode II - Attack of the Clones), regia di George Lucas (2002) - Supervisore agli effetti visivi
- La maledizione della prima luna (Pirates of Caribbean: The Curse of the Black Pearl), regia di Gore Verbinski (2003) - Supervisore agli effetti visivi
- Star Wars - Episodio III - La vendetta dei Sith (Star Wars: Episode III - Revenge of the Sith), regia di George Lucas (2005) - Supervisore agli effetti visivi
- Pirati dei Caraibi - La maledizione del forziere fantasma (Pirates of the Caribbean: Dead Man's Chest), regia di Gore Verbinski (2006) - Supervisore agli effetti visivi
- Pirati dei Caraibi - Ai confini del mondo (Pirates of the Caribbean: At World's End), regia di Gore Verbinski (2007) - Supervisore agli effetti visivi
- Avatar, regia di James Cameron (2009) - Supervisore agli effetti visivi
- Rango, regia di Gore Verbinski (2011) - Supervisore agli effetti visivi
- Hugo Cabret (Hugo), regia di Martin Scorsese (2011) - Supervisore agli effetti visivi
- Mission: Impossible - Protocollo fantasma (Mission: Impossible - Ghost Protocol), regia di Brad Bird (2011) - Supervisore agli effetti visivi
- Pacific Rim, regia di Guillermo del Toro (2013) - Supervisore agli effetti visivi
- Rogue One: A Star Wars Story, regia di Gareth Edwards (2016) - Supervisore agli effetti visivi, produttore esecutivo, soggetto
- Ready Player One, regia di Steven Spielberg (2018)
- L'altra faccia del vento, regia di Orson Welles(2018)
- Aquaman, regia di James Wan (2018)
- Non si scherza col fuoco, regia di Andy Fickman (2019)
- 6 Underground, regia di Michael Bay (2019)
- Star Wars: Squadrons (2020) - videogioco
- The Mandalorian (2019-2020)
- Jungle Cruise, regia di Jaume Collet-Serra (2021)
- The Book of Boba Fett (2021-2022)
- The Batman, regia di Matt Reeves (2022)
- Indiana Jones e il quadrante del destino, regia di James Mangold (2023)